# Cantone di Beaumesnil
Il Cantone di Beaumesnil era una divisione amministrativa dell'arrondissement di Bernay.
A seguito della riforma approvata con decreto del 25 febbraio 2014, che ha avuto attuazione dopo le elezioni dipartimentali del 2015, è stato soppresso.

## Composizione
Comprendeva i comuni di
- Ajou
- La Barre-en-Ouche
- Beaumesnil
- Bosc-Renoult-en-Ouche
- Épinay
- Gisay-la-Coudre
- Gouttières
- Granchain
- Jonquerets-de-Livet
- Landepéreuse
- Le Noyer-en-Ouche
- La Roussière
- Saint-Aubin-des-Hayes
- Saint-Aubin-le-Guichard
- Sainte-Marguerite-en-Ouche
- Saint-Pierre-du-Mesnil
- Thevray